# Xandrames albofasciata
Xandrames albofasciata là một loài bướm đêm trong họ Geometridae.